# China International Publishing Group
China International Publishing Group (CIPG) est une entreprise publique chinoise d'édition. Elle a été fondée en 1949 par Song Qingling.